# Ратчинская средняя общеобразовательная школа
Муниципа́льное общеобразова́тельное учрежде́ние Ратчинская сре́дняя общеобразова́тельная шко́ла — общеобразовательное учебное заведение муниципального подчинения города Воскресенск Московской области.

## Общая характеристика общеобразовательного учреждения
Ратчинская средняя общеобразовательная школа открыта 1 сентября 1976 года. Учреждение расположено в 10,2 км от г. Воскресенска, в центре д. Ратчино. В связи с капитальным ремонтом основного здания школы c 2007 года занятия проводятся в здании старой школы в соседнем селе Ачкасово. Начальная школа перенесена в действующий детский сад.
В 2011 году в школе провели ремонтные работы,после чего школа стала более благоустроенной,чем была раньше.Также благоустроили и школьный двор(перекрасили забор,заменили спортивное оборудование используемое на уроках физкультуры в тёплое время года).Многие кабинеты поменяли по структуре и в этом же году в спортзал привезли оборудование обходимое для учеников(турник,ворота для игры в футбол).Летом в школе существует детский-оздоровительный лагерь.Время работы лагеря на июнь 2017:8:30-14:30.В лагере дети могут завтракать и обедать.Подробную информацию о лагере можно найти на сайте Ратчинской школы.
Директор школы: Баранова Ольга Николаевна.
Административные границы обслуживания: деревня Ратчино, село Сабурово, село Ачкасово.
В зоне обслуживания школы находится ряд предприятий: сельскохозяйственное ОАО «Ачкасово» а также промышленные предприятия — ЗАО «ВЗЖБИ», ОАО «Мособлпроммонтаж» и др.

## Условия осуществления образовательного процесса
В школе действует кабинетная система: кабинеты математики, русского языка и литературы, иностранного языка, ОБЖ, биологии, химии, физики, информатики, мастерские, спортзал. Кабинет информатики оборудован компьютерами и электронной доской для внеурочной деятельности.В школе работает столовая(питание платное)где можно завтракать и обедать,есть буфет где на большой перемене можно перекусить(Съесть булочку,выпить сок).В школе есть библиотека где ребятам выдают учебники, так же там можно взять художественную литературу.В школе есть спортзал,где проходят уроки физической подготовки,дополнительные занятия(спортивные секции).В школе есть актовый зал,где проходят массовые мероприятия(конкурсы,праздничные концерты).

### Преподавательский состав
В общеобразовательном учреждении работают 17 педагогов(январь 2016)3 из них педагоги-совместители ведущие внеурочную деятельность,группу продлённого дня.